# نزاعات ما بعد تفكك الاتحاد السوفيتي

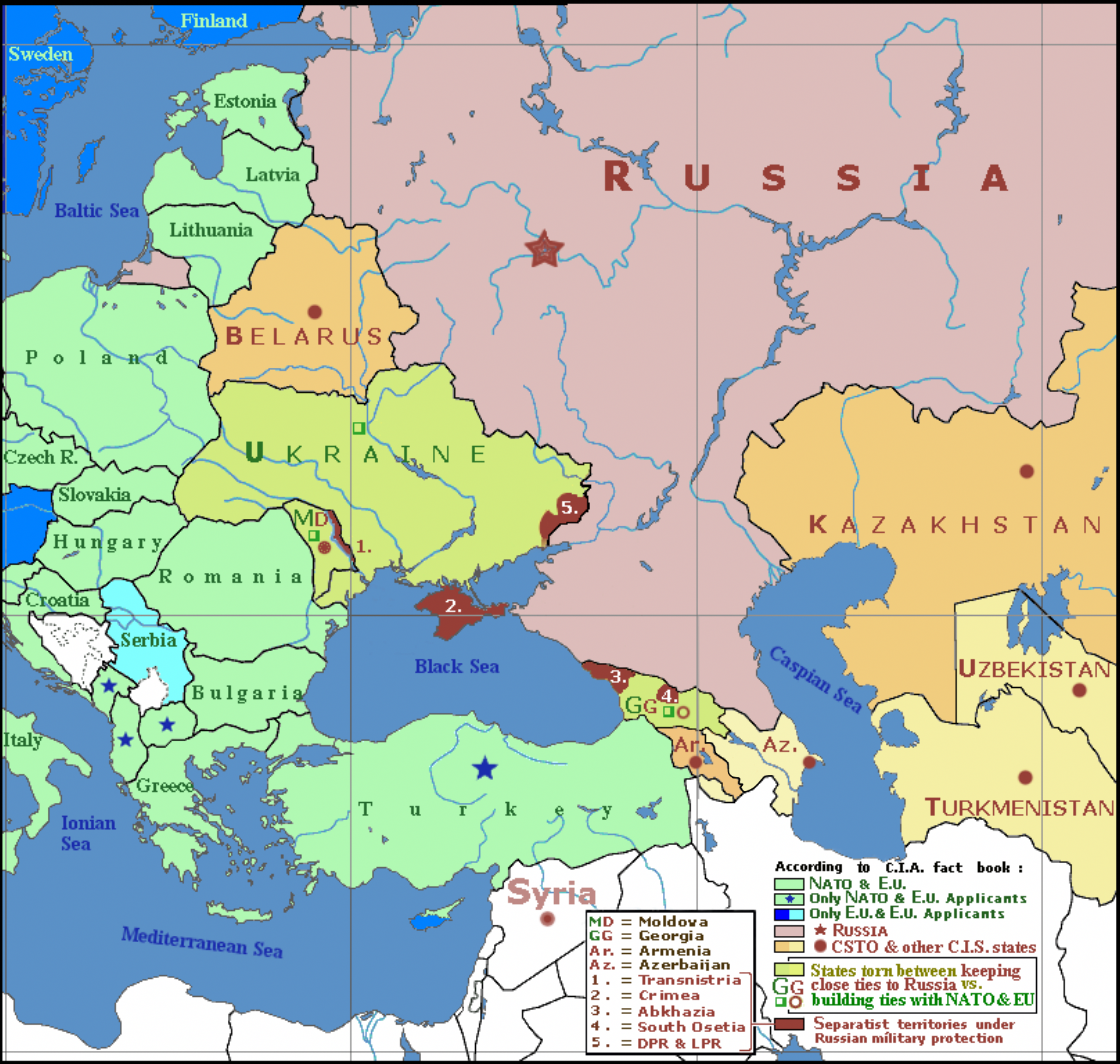
خريطة توضح النفوذ أو التدخل السياسي والعسكري الروسي.

نزاعات ما بعد تفكك الاتحاد السوفيتي هي الصراعات السياسية والعرقية العنيفة في دول الاتحاد السوفيتي السابق بعد تفككه الرسمي في 26 ديسمبر 1991 بعد نهاية الحرب الباردة. بعض هذه الصراعات، مثل الأزمة الدستورية الروسية 1993 أو احتجاجات الميدان الأوروبي عام 2013 في أوكرانيا، كانت بسبب الأزمات السياسية في الدول السابقة.
وشملت أخرى حركات انفصالية تحاول الانفصال عن إحدى الدول السابقة. وفقًا لجوردون هان، أدت الصراعات التي أعقبت تفكك الاتحاد السوفيتي إلى مقتل ما لا يقل عن 196000 شخص، باستثناء المذابح والعنف العرقي، بين عامي 1990 و 2013.

## نزاعات مجمدة
انتهت بعض نزاعات ما بعد الاتحاد السوفيتي إلى طريق مسدود أو بدون معاهدة سلام، ويشار إليها على أنها نزاعات مجمدة. وهذا يعني أن عددًا من دول الاتحاد السوفيتي السابق تُركت ذات سيادة على كامل أراضيها بالاسم فقط. في الواقع، لا يمارسون سيطرة كاملة على المناطق التي لا تزال تحت سيطرة فصائل المتمردين. تُركت الجماعات المتمردة بشكل أساسي مستقلة على أجزاء كبيرة من الأراضي التي تطالب بها. في كثير من الحالات، أنشأت مؤسسات مماثلة لتلك الموجودة في الدول المستقلة الكاملة، وإن كان ذلك مع القليل من الاعتراف الدولي أو بدونه.
وتشمل الحالات البارزة أبخازيا وأوسيتيا الجنوبية في جورجيا، مرتفعات قره باغ على الحدود بين أذربيجان وأرمينيا، ترانسنيستريا في أرض بالقرب من الحدود الشرقية لمولدوفا مع أوكرانيا بالإضافة إلى جمهورية دونيتسك الشعبية وجمهورية لوغانسك الشعبية وهي المناطق الانفصالية في أوكرانيا.
يمكن القول أيضًا أن جمهورية القرم جزء من هذه المجموعة من الدول غير المعترف بها، حيث أن ضم شبه جزيرة القرم من قبل الاتحاد الروسي لا يزال غير معترف به من قبل غالبية الدول الأعضاء في الأمم المتحدة وتنازع عليه حكومة أوكرانيا. يختلف التعرف على هذه الجماعات المتمردة. في بعض الحالات مثل ترانسنيستريا، لم تعترف أي دولة عضو في الأمم المتحدة، بما في ذلك روسيا. في حالة أبخازيا وأوسيتيا الجنوبية في جورجيا، اعترفت بها روسيا، فنزويلا، نيكاراغوا، ناورو وسوريا.

## قائمة النزاعات

### آسيا الوسطى
| النزاع                            | سنة البداية | سنة النهاية | التفاصيل |
| --------------------------------- | ----------- | ----------- | --- |
| الحرب الأهلية الطاجيكية           | 1992        | 1997        | بدأت عندما انتفضت مجموعات عرقية من منطقتي غرم ومقاطعة بدخشان الجبلية ذاتية الحكم في طاجيكستان، اللتين كانتا ممثلة تمثيلا ناقصا في النخبة الحاكمة، ضد الحكومة الوطنية للرئيس رحمان نبييف، التي سيطر فيها الناس من منطقتي لينين أباد وكولاب. وانتهت الحرب بتوقيع الاتفاقية العامة لإقرار السلام والوفاق الوطني في طاجيكستان وبروتوكول موسكو. |
| اشتباكات عرقية في جنوب قيرغيزستان | 2010        | 2010        | اشتباكات بين عرقية القيرغيز والأوزبك في جنوب قيرغيزستان، وخاصة في مدينة أوش وجلال أباد، في أعقاب الإطاحة بالرئيس السابق قرمان بيك باقايف في 7 أبريل. |
| تمرد طاجيكستان                    | 2010        | 2015        | معارك متفرقة في طاجيكستان بين متمردين والقوات الحكومية. |
| النزاع بين قيرغيزستان وطاجيكستان  | 2021        | 2021        | اشتباكات بين قيرغيزستان وطاجيكستان بسبب النزاع على المياه. |

### شمال القوقاز
| النزاع                  | سنة البداية | سنة النهاية | التفاصيل |
| ----------------------- | ----------- | ----------- | --- |
| صراع شرق بريغورودني     | 1992        | 1992        | الصراع بين الأعراق في الجزء الشرقي من منطقة بريغورودني.                                                                 |
| الحرب الشيشانية الأولى  | 1994        | 1996        | غزت القوات الروسية بعد إعلان الشيشان استقلالها، لكنها انسحبت في عام 1996 مما أدى إلى استقلال الشيشان بحكم الأمر الواقع. |
| غزو داغستان             | 1999        | 1999        | غزا اللواء الإسلامي الدولي جمهورية داغستان الروسية المجاورة لدعم حركة شورى داغستان الانفصالية.                          |
| الحرب الشيشانية الثانية | 1999        | 2000        | روسيا تعيد السيطرة الفيدرالية على الشيشان.                                                                              |
| التمرد في الشيشان       | 2000        | 2009        | تمرد انفصالي في الشيشان وداغستان وأجزاء أخرى من منطقة شمال القوقاز.                                                     |
| حرب إنغوشيتيا           | 2007        | 2015        | تمرد انفصالي في إنغوشيتيا.                                                                                              |
| انفصال شمال القوقاز     | 2009        | 2017        | تمرد انفصالي في الشيشان وداغستان وأجزاء أخرى من منطقة شمال القوقاز.                                                     |

### جنوب القوقاز
| النزاع                                    | سنة البداية | سنة النهاية | التفاصيل |
| ----------------------------------------- | ----------- | ----------- | --- |
| حرب قرة باغ الأولى                        | 1988        | 1994        | أدت النزعة الانفصالية العرقية الأرمنية إلى الاستقلال الفعلي لجمهورية أرتساخ. |
| حرب جنوب أوسيتيا                          | 1991        | 1992        | يؤدي الصراع الانفصالي إلى استقلال أوسيتيا الجنوبية بحكم الواقع. |
| الحرب الأهلية الجورجية                    | 1991        | 1993        | الصراعات العرقية والداخلية في منطقتي أوسيتيا الجنوبية وأبخازيا. |
| الحرب في أبخازيا                          | 1992        | 1993        | الانفصالية الأبخازية تؤدي إلى استقلال فعلي لأبخازيا عن جورجيا. |
| نزاع مرتفعات قره باغ                      | 1994        | —           | حرب حدودية متفرقة على الحدود الأرمنية الأذربيجانية وعلى خط التماس بين ناغورنو كاراباخ وأذربيجان. |
| الحرب في أبخازيا                          | 1998        | 1998        | شن الجورجيون حركة تمرد ضد الحكومة الانفصالية الأبخازية. |
| أزمة بانكيسي جورج                         | 2002        | 2004        | توغل لقوات القاعدة لصالح المتمردين الشيشان الذين يقاتلون في شمال القوقاز. تم طردهم في عام 2004 من قبل القوات الجورجية بدعم أمريكي وروسي. |
| أزمة أجاريا                               | 2004        | 2004        | أدت ثورة شعبية أطاحت بالحاكم الأوتوقراطي أصلان أباشيدزه، وأعاد أدجارا التأكيد على اندماجها في جورجيا كجمهورية تتمتع بالحكم الذاتي. |
| حرب أوسيتيا الجنوبية                      | 2008        | 2008        | تؤكد الحرب بين جورجيا من جهة وروسيا وأوسيتيا الجنوبية وأبخازيا من جهة أخرى الاستقلال الفعلي لأبخازيا وأوسيتيا الجنوبية وتؤدي إلى اعتراف روسيا ونيكاراغوا بهما. |
| الاشتباكات الأذربيجانية الأرمنية          | 2016        | 2016        | تخوض القوات الأرمنية والأذربيجانية صراعًا استمر أربعة أيام على طول حدود جمهورية أرتساخ غير المعترف بها. حققت القوات الأذربيجانية مكاسب إقليمية طفيفة، استعادت القوات الأرمنية بعضها قبل نهاية الصراع. |
| الاشتباكات الحدودية الأرمنية الأذربيجانية | 2020        | 2020        | تشتبك القوات الأرمنية والأذربيجانية في اشتباكات حدودية على طول مقاطعة تافوش الأرمينية ومنطقة توفوز الأذربيجانية. أشعلت وفاة اللواء الأذربيجاني بولاد هاشيموف احتجاجات أذربيجان في يوليو 2020. تنظم تركيا وأذربيجان مناورات عسكرية واسعة النطاق في أعقاب الاشتباكات، واستمرت التوترات حتى بداية حرب ناغورنو كاراباخ الثانية بعد شهرين. |
| حرب مرتفعات قرة باغ                       | 2020        | 2020        | تستعيد أذربيجان معظم الأراضي التي كانت تسيطر عليها في السابق جمهورية أرتساخ. إدخال قوات حفظ السلام الروسية إلى المنطقة المتبقية المتنازع عليها. |